# Charles „Trip” Tucker al III-lea
„Charles Tucker III” este un personaj fictiv din serialul TV Star Trek: Enterprise din franciza Star Trek. 
Este interpretat de Connor Trinneer.
Trip este inginerul șef al navei Enterprise și vechi prieten al căpitanului Archer. La început se remarcă prin atitudinea sa relaxată și jovială, dar, pe măsură ce capătă experiență, el devine mai serios, în special după ce își pierde sora în urma atacului Xindi. În ultimele sezoane, Trip formează o relație amoroasă cu T'Pol. ADN-ul său a fost furat împreună cu al lui T'Pol, pentru a crea primul hibrid uman/vulcanian. În ultimul episod al seriei, al cărui acțiune se petrece la 10 ani în viitor, Trip moare în timp ce salvează nava de la distrugere.
În romanele Star Trek: Enterprise; The Good That Men Do, Kobayashi Maru, The Romulan War: Beneath the Raptor's Wing, The Romulan War: To Brave the Storm și Rise of the Federation: A Choice of Futures este agent al Secțiunii 31.